# Mladen Vitković
Mladen Vitković (Servisch: Младен Витковић) (Nis, 22 maart 1990) is een Servisch professioneel basketballer voor Apollo Amsterdam in de Dutch Basketball League (DBL).

## Carrière
Vanaf zijn 22e komt Vitković uit voor KK Konstantin in zijn geboorteplaats Nis. Hier speelde hij vier jaar waar hij gemiddeld 12 punten scoorde in die vier jaren. Vervolgens bleef de power forward in Servië spelen voor KK Tamis waarin hij ook in de dubbele cijfers eindigde. Buiten zijn geboorteland kwam hij nog uit voor Akademik Bulteks 99 Plovdiv in Bulgarije waarin hij ook zijn puntenproductie voortzette. Vanaf 2019 is Vitković te zien in Amsterdam waarin hij sinds de bestuurswissel van Apollo Amsterdam als tweede buitenlandse versterking is gehaald.